# Silizium-Drucksensor
Ein Silizium-Drucksensor ist die bevorzugte Ausführungsform eines piezoresistiven Drucksensors. Er ist ein Messgerät für den mechanischen Druck oder Druckunterschied in Flüssigkeiten und Gasen mit einem elektrischen Messsignal. Der Sensor im engeren Sinn (als erstes Glied einer Messkette) ist eine durch Druck elastisch verformbare Membran, die aus Silizium besteht.

## Messprinzip

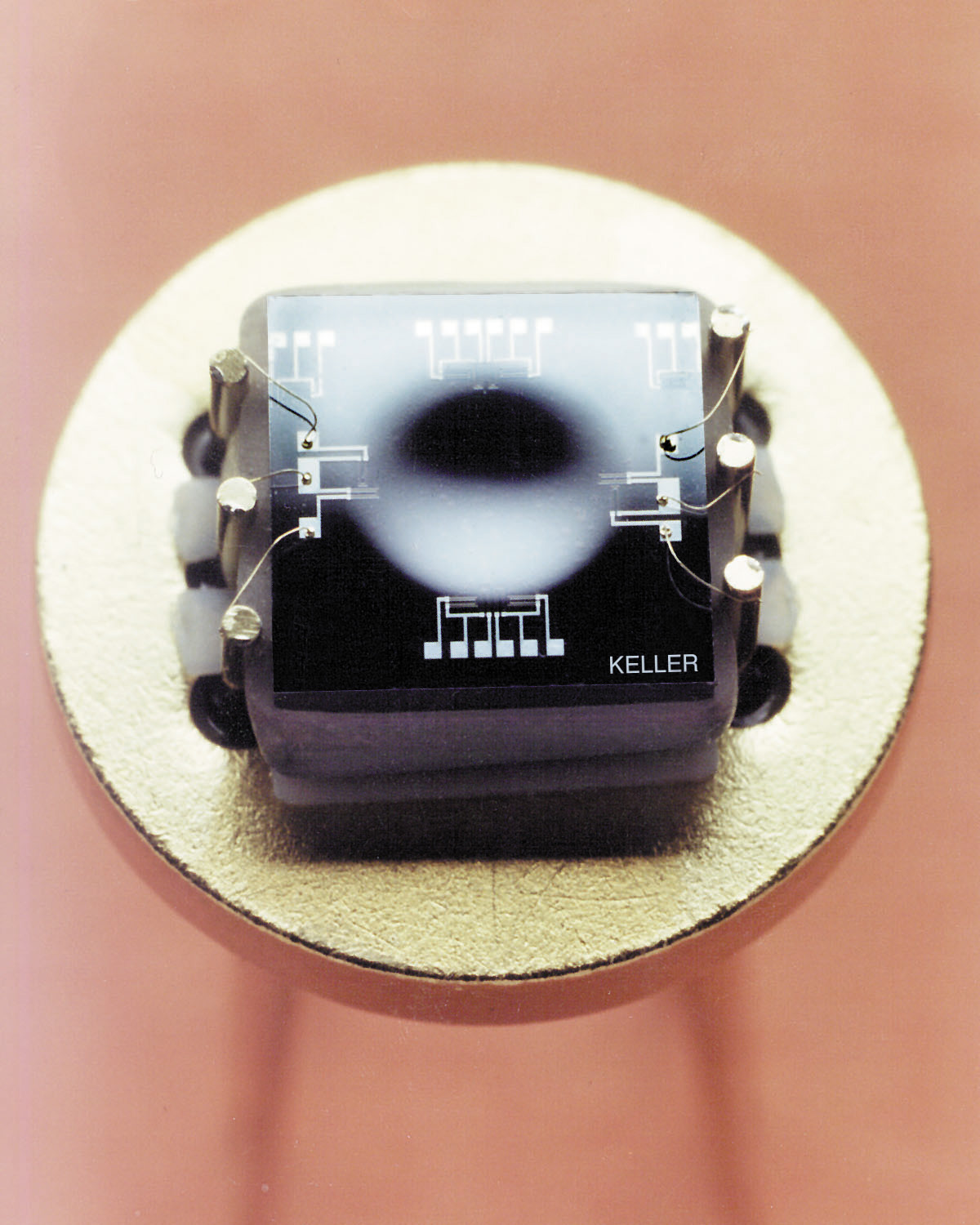
Silizium-Drucksensor mit eindiffundierten Widerständen – mit verformter Membran bei Luftdruck auf der Oberseite und Vakuum auf ihrer Unterseite

Die Membran eines Drucksensors biegt sich infolge des Unterschiedes zwischen den Drücken auf die eine Seite und auf die gegenüber liegende Seite durch, wie das im Bild zu sehen ist. Dadurch entstehen auf der Oberfläche Dehnungen in radialer und in tangentialer Richtung, die sich unterscheiden und am Rande des durchgebogenen Bereichs besonders ausgeprägt sind.
Die Siliziummembran trägt eindiffundierte Dehnungsmessstreifen (DMS). Von denen sind zwei auf Dehnungen in radialer Richtung empfindlich und zwei auf Dehnungen in tangentialer Richtung, und zwar derart, dass sich deren elektrische Widerstände linear mit der erfassten Dehnung ändern.
Die Widerstände sind elektrisch als Wheatstonesche Messbrücke angeordnet, die ihrerseits auf Widerstandsänderungen mit einer Änderung einer elektrischen Spannung reagiert. Die Messbrücke arbeitet differenz-bildend, wodurch die Unterschiede in den Widerstandsänderungen erfasst werden. Temperatureinflüsse sind auf alle DMS gleich groß und heben sich auf.

## Anwendung
Unter idealen Voraussetzungen sind bei einem Bezugsdruck {\displaystyle p_{0}} alle Widerstände gleich groß. In diesem Fall ist die Messbrücke abgeglichen; die Brückenspannung ist gleich null. Die druckabhängige Veränderung der Widerstände führt zur Verstimmung der Brücke und somit zum Anwachsen der Brückenspannung. Diese elektrische Spannung wird mit einem Messverstärker verarbeitet, der zwei hochohmige symmetrische Eingänge besitzen muss, mit denen die Potentialdifferenz erfasst wird. Das Ausgangssignal ist mit guter Näherung proportional zum Druckunterschied.
Der Druckunterschied wird häufig gegen einen festen Bezugsdruck gemessen. Bei Absolutdruck-Sensoren befindet sich auf einer Seite der Membran ein Hohlraum unter Vakuum. Bei Sensoren, die den Druck relativ zum Luftdruck messen gibt es zwei Möglichkeiten: Entweder ist dieser Raum auch luftdicht verschlossen, aber unter konstantem Druck in der Nähe des normalen Atmosphärendruckes: Das hat den Nachteil, dass bei von typischen Werten abweichendem Luftdruck entsprechende Messfehler entstehen (z. B. in großen Höhen). Alternativ kann der Hohlraum hinter der Membran auch offen gelassen werden, um immer den aktuellen Luftdruck als Referenz zur Verfügung zu haben. Das ermöglicht genauere Messungen, birgt aber ein höheres Risiko für das Eindringen von Fremdkörpern, die den Sensor beschädigen oder die Messung verfälschen könnten. Der Begriff Differenz-Sensor ist hier etwas irreführend, da das Messprinzip immer auf Druckdifferenzen basiert. Gemeint sind damit Sensoren, die wie „offene“ Relativ-Sensoren aufgebaut sind, aber speziell darauf ausgelegt wurden, von beiden Seiten mit dem Messmedium beaufschlagt zu werden.
Für industrielle Anwendungen werden die Sensoren in Gehäuse eingebaut zum Schutz vor chemischer Belastung und zur leichteren Montierbarkeit. Durch zusätzliche elektronische Schaltungen lassen sich außerdem die Ausgangssignale standardisieren und skalieren sowie Temperaturfehler kompensieren.